# ذاكرة النسيان
تعتبر ذاكرة النسيان واحدة من أبرز أعمال الشاعر محمود درويش. هذه القصيدة هي قصيدة نثرية تتحدث عن «يوم هيروشيما» خلال الحرب الأهلية اللبنانية والغزو الإسرائيلي للبنان عام 1982. يستخدم درويش رمزية الولادة والموت والقهوة والحمائم لمناقشة الخوف من الوجود خلال الحرب الأهلية اللبنانية والغزو الإسرائيلي للبنان.
بالإضافة إلى ذلك، تستخدم القصيدة على نطاق واسع الرموز نفسها لمناقشة تصور درويش لفقدان الفلسطينيين لوطنهم. يُنظر إليه على نطاق واسع على أنه عمل جميل وحساس للغاية.

## معرض الصور

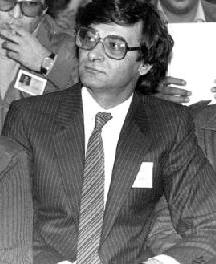
الشاعر محمود درويش
محمود درويش مرسوماً على جدار الفصل العنصري